# Кабіраванку
Острів Кабірава́нку (яп. 川平湾小島, かびらわんくじま, Кабіраванку-Дзіма) — невеликий острів в острівній групі Яеяма островів Сакісіма архіпелагу Рюкю. Адміністративно відноситься до округу Ісіґакі повіту Яеяма префектури Окінава, Японія.
Незаселений стрів розташований біля західного узбережжя острова Ісіґакі при в ході в бухту Кабіра (звідси й назва).

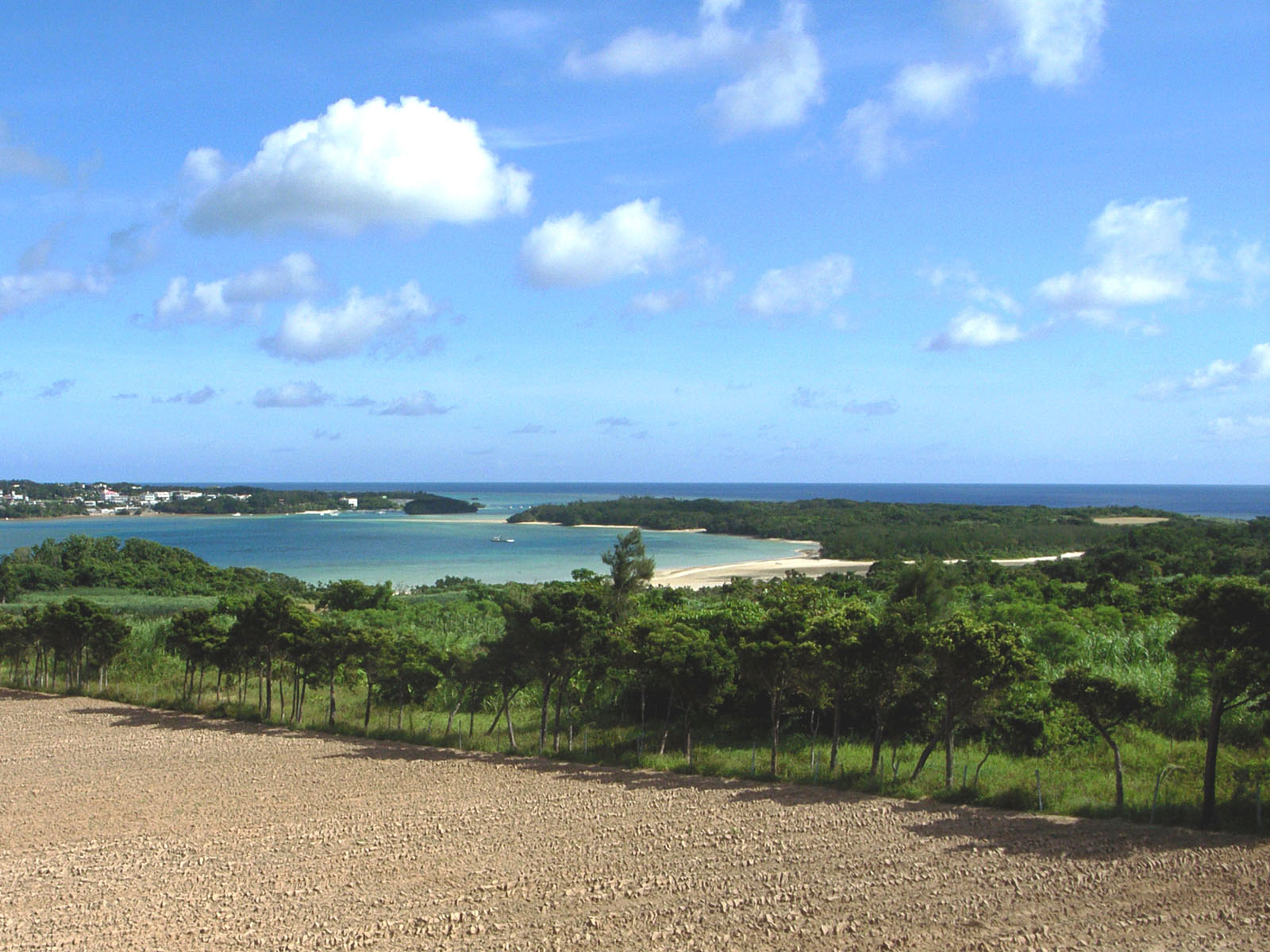
Вид на острів в бухті

Майже весь вкритий лісами.